# دانشگاه یووسکوله
دانشگاه یووَسکولَه (فنلاندی: Jyväskylän yliopisto) یک دانشگاه در شهر یووسکوله فنلاند است. 